# حكومة الكرك المحلية
حكومة الكرك المحلية هي إحدى الحكومات المحلية التي تأسست عقب سقوط المملكة العربية السورية واحتلالها من قبل الفرنسيين في منطقة شرق الأردن. تأسست الحكومة في منطقتي الكرك والطفيلة؛ إذ كان مقر الحكومة في مدينة الكرك. وكان التأسيس على يد رفيفان المجالي على إثر مؤتمر السلط عام 1920، حيث يعود تأسيس حكومة الكرك المحلية التي سميت باسم (الحكومة العربية المؤابية),عندما وصل الضابط السياسي الميجور كلنفيك تم إرساله من خلال المندوب السامي وعقد اجتماعات مع مشايخ الكرك تم الاتفاق على بقاء الشيخ رفيفان المجالي متصرفا و جرت في 19 أيلول/سبتمبر 1920 انتخابات فاز بها عطوي المجالي,حسين الطراونة, سلامة المعايطة, الخوري عودة الشوارب, عبدالله العكشة, نايف المجالي عن الكرك و موسى المحيسن, عبدالله العطوي عن الطفيلة.
ترأس الميجور كلنفيك المجلس لمدة أسبوعين ثم حل محله الميجور اليك كركبرايد، و قامت الحكومة بتغيرات في التشكيلات الادارية و عينت موظفين محليين،و واجهت الحكومة مشاكل و صعوبات, كصعوبة ضبط الامن الداخلي بسبب الغزو بين القبائل و قلة عدد موظفي الدرك الاقل من خمسين و صعوبات مالية بسبب صعوبة تحصيل الضرائب بشكل منتظم و ضعف الدعم لهذه الحكومة مما أدى الى مشاكل مالية مثل صرف الرواتب بشكل غير منتظم و حصل فيها انشقاقات كغيرها من الانشقاقات حين انشقت عنها الطفيلة و كونت حكومة مستقلة، تولى حكومة الطفيلة القائم مقام الشيخ صالح العوران شيخ مشايخ قضاء الطفيلة، و ضمت هذه الحكومة قاضيًا و مفتيًا و مدير بريد و وزير مالية و خزانة بالإضافة إلى وزير الصحة العامة.

## انهاء العمل
استمرت الحكومة فعلياً إلى حين دخول الأمير عبدالله الأول بن الحسين إلى عمان ومن ثم تشكيل الحكومة الأردنية الأولى برئاسة رشيد طليع، حيث خضعت الحكومات المحلية لسلطة الحكومة الأردنية الجديدة.